# Секу (Караш-Северин)
Секу (рум. Secu) насеље је у Румунији у жупанији Караш-Северин у граду Решица. Oпштина се налази на надморској висини од 444 m.

## Историја
По "Румунској енциклопедији" место постоји од 1795. године. Колонизовани су рудари Немци, Чеси, Словаци, Мађари и Италијани.  

## Становништво
Према подацима из 2002. године у насељу је живело 485 становника.

### Попис2002.
| Расподела становништва по националности 2002.‍ | Расподела становништва по националности 2002.‍ | Расподела становништва по националности 2002.‍ | Расподела становништва по националности 2002.‍ | Расподела становништва по националности 2002.‍ |
| --------------------------------------------- | --------------------------------------------- | --------------------------------------------- | --------------------------------------------- | --------------------------------------------- |
|                                               |                                               |                                               |                                               |                                               |
| Румуни                                        | Румуни                                        |                                               | 341                                           | 70,9%                                         |
| Мађари                                        | Мађари                                        |                                               | 27                                            | 5,6%                                          |
| Роми                                          | Роми                                          |                                               | 10                                            | 2,1%                                          |
| Немци                                         | Немци                                         |                                               | 103                                           | 21,4%                                         |